# Гушчевина
Гушчевѝна (на полски: Guszczewina; на беларуски: Гушчэвіна) е село в Източна Полша, Подляско войводство, Хайновски окръг, община Наревка.
Селището е разположено в непосредствена близост до Беловежкия национален парк и границата с Беларус. Отстои на 3 км югоизточно от общинския център Наревка, на 21 км североизточно от окръжния център Хайнувка и на 68 км югоизточно от войводската столица Бялисток. Към него спада махала Грушки.
Според данни от полската Централна статистическа служба, през 2011 г. населението на селото възлиза на 89 души.
- Графика. Промени в броя на жителите в периода 1988 – 2011 г.[3]

В селото е родена санитарката от Армия Крайова Данута Шеджикувна.